# Ýokary Liga 2025
La Ýokary Liga 2025 è la 33ª edizione della massima serie del campionato di calcio turkmeno. Il campionato è iniziato il 4 marzo 2025 e si concluderà il 27 dicembre successivo.
La squadra campione in carica è l'Arkadag, che ha vinto il suo secondo titolo nazionale nell'edizione 2024.

## Stagione

### Novità
Il campionato non prevede un sistema di promozioni e retrocessioni, per cui le 8 partecipanti sono le stesse della stagione 2024, tranne l'Energetik ritirato a metà stagione.

### Formula
Le 8 squadre partecipanti giocano si affrontano quattro volte, per un totale di 28 giornate. Al termine di queste, la squadra prima in classifica è campione del Turkmenistan e si qualifica per la AFC Champions League Elite 2026-2027, mentre la seconda si qualifica per la AFC Champions League Two 2026-2027.

## Squadre partecipanti
| Club             | Città       | Stagione precedente      |
| ---------------- | ----------- | ------------------------ |
| Ahal             | Abadan      | 2° in Ýokary Liga        |
| Altyn Asyr       | Aşgabat     | 3° in Ýokary Liga        |
| Arkadag          | Arkadag     | Campione di Turkmenistan |
| Aşgabat          | Aşgabat     | 6° in Ýokary Liga        |
| Köpetdag Aşgabat | Aşgabat     | 8° in Ýokary Liga        |
| Merw             | Mary        | 5° in Ýokary Liga        |
| Nebitçi          | Balkanabat  | 7° in Ýokary Liga        |
| Şagadam          | Türkmenbaşy | 4° in Ýokary Liga        |

## Classifica finale
|                         | Pos. | Squadra          | Pt | G  | V  | N | P  | GF | GS | DR  |
| ----------------------- | ---- | ---------------- | -- | -- | -- | - | -- | -- | -- | --- |
| Turkmenistan (bandiera) | 1.   | Arkadag          | 54 | 18 | 18 | 0 | 0  | 77 | 10 | +67 |
|                         | 2.   | Ahal             | 33 | 17 | 10 | 3 | 4  | 31 | 14 | +17 |
|                         | 3.   | Şagadam          | 29 | 17 | 8  | 5 | 4  | 21 | 20 | +1  |
|                         | 4.   | Altyn Asyr       | 29 | 17 | 9  | 2 | 6  | 25 | 25 | 0   |
|                         | 5.   | Nebitçi          | 17 | 18 | 4  | 5 | 9  | 10 | 22 | -12 |
|                         | 6.   | Aşgabat          | 14 | 17 | 4  | 2 | 11 | 14 | 37 | -23 |
|                         | 7.   | Merw             | 11 | 18 | 2  | 5 | 11 | 8  | 27 | -19 |
|                         | 8.   | Köpetdag Aşgabat | 10 | 18 | 2  | 4 | 12 | 9  | 40 | -31 |

Legenda:
      Campione di Turkmenistan e qualificata per la AFC Champions League Elite 2026-2027.
      Qualificata alla AFC Champions League Two 2026-2027.